# Sanjaasürengiin Oyuun
En aquest nom mongol, el nom és «Oyuun» i «Sanjaasürengiin» és un patronímic, no pas un cognom.
Sanjaasürengiin Oyuun (mongol: Санжаасүрэнгийн Оюун)  (Ulaanbaatar, 18 de gener de 1964) és una política i geòlega mongola. És la líder del partit polític Voluntat Cívica-Partit Verd (en mongol: Иргэний Зориг–Ногоон Нам), és l'exministra de Medi Ambient i Desenvolupament Verd i és membre del Parlament de Mongòlia (Gran Jural de l'Estat) des del 1998. També és exministra d'Afers Exteriors i és l'actual cap de la Fundació Zorig. Ara és nova cap de Global Water Partnership GWP. El 2003, la Fundació Eisenhower van atorgar a Oyun un programa de beques als Estats Units d'Amèrica. El 2006, Oyun va ser seleccionada com a Young Global Leader (Jove líder mundial, YGL) pel Fòrum econòmic mundial de Davos (WEF). Des de llavors ha estat membre actiu de la comunitat YGL. El 24 de juny de 2014, Oyun va ser elegida Presidenta primera de l'Assemblea de les Nacions Unides per al Medi Ambient (UNEA).

## Joventut i educació
Oyun va néixer a Ulan Bator el 1964. El 1987 va acabar els seus estudis de geoquímica a la Universitat Carolina de Praga. El 1996 es va doctorar en geologia al Departament de Ciències de la Terra de la Universitat de Cambridge.

## Carrera professional
Després de graduar-se, Oyun va començar a treballar en una empresa minera multinacional anomenada Rio Tinto.
Després de l'assassinat del seu germà Sanjaasürengiin Zorig, líder pro-demòcrata mongol, l'octubre de 1998, va entrar en política. Va guanyar les eleccions parcials al districte electoral del seu germà a la província de Dornod, el lloc de naixement del seu pare Sanjaasüren. El març del 2000 va fundar el partit Voluntat Cívica. El partit de la Voluntat Cívica té aproximadament un 10% del suport del públic (a partir de les eleccions parlamentàries de 2008). També va ser vicepresidenta del Parlament mongol (entre 2004-2005) i ministra d'Afers Exteriors (entre 2007-2008).
Va ser ministra de Medi Ambient i Desenvolupament Verd de Mongòlia. Des del 24 de juny de 2014, Oyun treballa com a Presidenta Primera de l'Assemblea de les Nacions Unides per al Medi Ambient (UNEA)
A més del mongol, Oyun parla amb fluïdesa en rus, anglès i txec.

## Altres càrrecs
- Zorig Foundation, Fundador i encarregada.
- Mongolian Geological Association, Presidenta
- Associació de la Síndrome de Down de Mongòlia, Encarregada.
- Wellcome Trust, Membre del Comitè Assessor Estratègic de Nostre planeta, la nostra salut.[1]

## Família
La mare d'Oyun, Dorjpalam, és famosa pel seu paper de metgessa en la pel·lícula mongola Serelt. El pare de Dorjpalam era el geògraf i científic rus Simukov, que va ser víctima de les purgues polítiques en Mongòlia a la dècada del 1930. Oyun està casada i té tres fills.
El pare d'Oyun, Sanjaasüren, va exercir com a degà de la Facultat de Filosofia de la Universitat Nacional de Mongòlia (en mongol: Монгол Улсын Их Сургууль) i com a viceministre d'Educació.